# Итальянцы в США
Итальянцы в США (италоамериканцы; итал. Italoamericani, англ. Italian American) — граждане или постоянные жители Соединённых Штатов Америки, родившиеся в Италии, являющиеся этническими итальянцами или имеющие полное или частичное итальянское происхождение.

## История
Итальянские мореплаватели и землепроходцы сыграли ключевую роль в открытии, освоении и заселении американского континента. Например, Христофор Колумб, испанский мореплаватель, который первым достиг Америки, был этническим итальянцем. Другой известный итальянский исследователь, который исследовал восточное побережье Южной Америки между 1499 и 1502 годами — Америго Веспуччи (в честь которого была названа Америка).
Первым италоамериканцем был Пьетро Чезаре Альберти, венецианский моряк, который в 1635 году поселился в районе современного Нью-Йорка.
Несмотря на первоначально британскую колонизацию региона и абсолютное преобладание английских иммигрантов на начальном этапе истории США, поток иммигрантов в XIX веке постепенно диверсифицируется. После значительной немецкой и ирландской волны итальянская иммиграция становится преобладающей в 1880—1950 годах. Несмотря на постепенную утрату родного языка, итальянские иммигранты были довольно многочисленными, чтобы существенно повлиять на формирование некоторых аспектов современной жизни США и в особенности еды, искусства и других.
Тем не менее, в отличие от немецкой и ирландской культур, органически вписавшихся в основную культуру США, итальянцы испытали гораздо большие сложности с адаптацией и интеграцией в США. .
Со временем американцы итальянского происхождения составили одну из самых многочисленных групп населения США. По оценкам демографов и данным национальных переписей около 15—20 миллионов американцев (6—8 % общего их числа) имеют полное или частичное итальянское происхождение (для сравнения, число итальянцев в самой Италии — около 55 миллионов человек). Основные места концентрации — Средняя Атлантика (в особенности Нью-Йорк), Новая Англия, Флорида, Калифорния. Итальянские фамилии встречаются среди современных, в том числе известных, американцев довольно широко. Для сравнения: английское происхождение имеют около 28—35 миллионов американцев.

## Сложности в адаптации
В США, где долгое время был распространён институциональный национализм, сохраняющийся до сих пор на бытовом уровне, интеграция итальянцев долгое время носила крайне проблематичный характер. Лишь со второй половины XX века, после прибытия ещё более проблематичных групп (мексиканцы, кубинцы, гаитяне), итальянцы перестали выделяться из общей массы населения так, как это было раньше. Около четверти итальянских иммигрантов первого поколения рано или поздно вернулись обратно в Италию.
В настоящее время процессы ассимиляции в среде итальянцев США уже приняли необратимый характер, хотя культура и традиции италоамериканцев в их несколько архаичной форме по-прежнему сохраняются в местах компактного проживания. Лишь около 1,6 миллиона из них (10 %) в наши дни продолжают считать итальянский язык родным и разговаривать на нём дома (в основном люди старше 70 лет), но и это число постоянно сокращается, остальные уже перешли на английский, а точнее его особый языковой вариант — американский английский, в формировании которого итальянцы также приняли участие. До Первой мировой войны итальянский язык ограниченно употреблялся в прессе США и некоторых вывесках в местах компактного проживания.